# Donnerburgbrücke
Die Donnerburgbrücke ist eine historische Gewölbebrücke bei Klein Denkte im Landkreis Wolfenbüttel, die die Altenau, einen Nebenfluss der Oker, überspannt. Erste Erwähnungen einer Brücke an diesem Standort reichen bis in das Jahr 1385 zurück. Die heute vorhandene Brücke wurde 1708 erbaut und 1961 stillgelegt. Sie zählt zu den ältesten Gewölbebrücken Niedersachsens und steht unter Denkmalschutz.

## Geschichte
Die Brücke verbindet den Ostteil der früheren Residenzstadt Wolfenbüttel mit den Steinvorkommen am Ösel und mit dem Okerübergang in Ohrum. Ein weiterer Übergang über die Altenau befindet sich im Zuge der Fernhandelsstraße Wolfenbüttel-Halberstadt, der heutigen Bundesstraße 79, in Wendessen.
Aus dem Jahr 1385 liegt ein Bericht vor, nach dem bei der Brücke ein Friedensschluss zwischen der Stadt Braunschweig und Cord von der Asseburg erfolgte. Es ist aber nicht überliefert, ob es sich dabei bereits um eine Steinbrücke handelte.
Für 1621/1622 ist der Bau der Vorgängerbrücke bezeugt, die am 3. April 1702 im Zuge der Besetzung des Herzogtums Braunschweig durch Hannover und Celle zerstört wurde. Obwohl auf herzoglichen Befehl eine neue Brücke errichtet werden sollte, führte die Straße mehrere Jahre durchs Wasser. In dieser Zeit richtete ein Hans Jürgen Donner eine Gastwirtschaft ein, die er Donnerburg nannte. Erst 1708, also sechs Jahre nach der Zerstörung, wurde die heute existierende Brücke gebaut und mit einer lateinischen Gedenktafel an der Nordseite versehen. Nach Ansicht des örtlichen Heimatpflegers enthält diese aber historische Unkorrektheiten. Auch auf der Südseite ist eine Tafel eingelassen, die die Jahreszahl 1590 sowie diverse Steinmetzzeichen enthält. Der Ursprung dieser Tafel ist nicht geklärt.
Die Straße zwischen Wolfenbüttel und Klein Denkte wurde 1961 umgelegt und über eine neue Betonbrücke geführt. Eine Hinweistafel auf einen Rastplatz lädt Radwanderer und Autoreisende zum Betrachten der Brücke ein.